# 찬시우관
찬시우관(광둥어: 陳肇鈞 Can4 Siu6 gwan1, 광둥어 예일: Chàn Siuhgwān, 중국어 정체자: 陳肇鈞, 간체자: 陈肇钧, 병음: Chén Zhàojūn 천자오쥔[*], 한자음: 진조균, 영어: Philip Chan Siu Kwan 필립 챈 시우 콴[*], 1992년 8월 1일~)은 홍콩의 축구 선수로 포지션은 중앙 미드필더이다. 현재 홍콩 프리미어리그의 다푸 FC와 홍콩 축구 국가대표팀에서 활동하고 있다.

## 국가대표팀 경력
2014년 대한민국 인천에서 열린 2014년 아시안 게임에 홍콩 축구 대표 선수로 참가했다. 이듬해인 2015년에 처음으로 홍콩 성인 대표팀에 소집되었고 그 해 11월 14일 마카오와의 친선 경기에 출전했으나 이 경기는 국제 축구 연맹의 승인을 받지 않은 비공식 경기이다.
2019년에 다시 홍콩 축구 국가대표가 되었으며 그 해 6월 11일 웡곡대구장에서 열린 중화 타이베이와의 친선 경기를 통해 A매치에 처음 출전했다. 해당 경기는 0-2로 홍콩팀이 패했다.
2023년 12월 카타르에서 열릴 2023년 AFC 아시안컵에 참가하는 홍콩 축구 대표팀의 일원으로 발탁되었다. 이듬해인 2024년 1월 14일 아랍에미리트와의 2023년 아시안컵 조별 리그 1차전에서 1골을 넣으며 홍콩의 아시안컵 토너먼트 역사상 첫 골을 기록했다. 이 골은 아시안컵 1000번째 골이기도 하다.

## 수상 내역

### 클럽
다푸
- 홍콩 프리미어리그 :  2018-19

### 개인
- 최우수 청소년 선수: 2014-15